# Zort
Zort ist eine argentinische Band, die 1998 gegründet wurde. Ihr Stil ist eine Fusion zwischen Trip-Hop, Breakbeat und Weltmusik, sie haben jedoch innerhalb der Elektronischen Musik einen eigenständigen Sound hervorgebracht. Die Bandmitglieder leben in Córdoba und Buenos Aires.

## Karriere
Begonnen hatte die Band mit einer Mischung aus Trip-Hop und Breakbeat, was sich im ersten Album Anillo Saturiano (1999), das noch unabhängig produziert worden war, zeigt. Mit dem Album Retornar de las Mareas (2001) löste sie sich langsam von den Konventionen dieser Stile und integrierte Elemente verschiedener Folklorestile der ganzen Welt, des Ambient und des Acid Jazz, wodurch die argentinische Szene der elektronischen Tanzmusik auf die Band aufmerksam wurde.
Mit dem Album Más Poco (2003) gelang der Band der Durchbruch. Neben einer minimalistischen Basis in Form von gebrochenen, elektronischen Rhythmen integrierte Zort dort auch für den Trip-Hop unkonventionelle Elemente wie instrumentale Improvisation und Free-Form. Im selben Jahr folgte die erste Europatournee der Band mit dem Schwerpunkt Deutschland und Spanien, bei der sie beispielsweise im Berliner Sage Club und im Hamburger Golden Pudel Club auftraten. Teile des Albums, sowie einige neukomponierte Tracks wurden für den Soundtrack des Films Auf Der Suche Nach... des Deutsch-Peruaners Alejandro Cárdenas (2004) verwendet.
Die improvisatorischen Elemente wurden im Album Foco Lejos (2005) vertieft, bei dem einige Songs auf der Basis von Improvisationen der Band bei Livekonzerten entstanden. Auch dieses Mal wurde nach der Veröffentlichung eine Europatournee vorgenommen.

## Stil
Das heutige Instrumentarium besteht aus elektronischen Instrumenten sowie im Wechselspiel Querflöte, Klarinette und Akkordeon. Geprägt wird der Sound auch von aus Drumcomputer-Sounds und verzerrten Geräuschen zusammengesetzten Drumloops, die trotz teils fragmentierter Rhythmen oft tanzbar sind.
Die Auftritte der Band werden von Videoprojektionen begleitet, die zu einem untrennbaren Teil der Performance geworden sind.

## Diskografie
- Anillo Saturiano (1999)
- Retornar de las Mareas (2001)
- Más Poco (2003)
- Foco Lejos (2005)
- Nublado con sol (2007)